# Hydrophoria septimalis
Hydrophoria septimalis är en tvåvingeart som först beskrevs av Pandelle 1899.  Hydrophoria septimalis ingår i släktet Hydrophoria och familjen blomsterflugor. Inga underarter finns listade i Catalogue of Life.